# Technetics group
Technetics Group est l’une des six filiales de Enpro Industries, Inc., un fabricant de produits industriels techniques pour l’industrie en général. 
Le siège social de Technetics Group est situé à Columbia, en Caroline du Sud. 

## Historique
Technetics Group comprend plusieurs entreprises acquises au cours des années, telles que Tara Technologies, Wide Range Elastomers, Hydrodyne, Technetics, Plastomer Technologies, Qualiseal Technology, Garlock France et Garlock Helicoflex.  

## Informations économiques
En 2016, Technetics Group compte plus de 900 employés, et possède des usines de production situées aux États-Unis, en France, à Singapour et à Leicester.

### Partenariat avec le CEA
En 1969, Technetics Group entame une collaboration de recherche et développement avec le CEA, Commissariat Français à l’Energie Atomique et aux Energies Alternatives. Aujourd’hui[Quand ?], Technetics Group et le CEA exploitent ensemble le laboratoire maestral (orthographié avec un « m » minuscule), situé à Pierrelatte en France. L’équipe du laboratoire maestral étudie et développe des produits d’étanchéité destinés à être utilisés dans des environnements difficiles comme par exemple, des pression ou température élevées, des efforts mécaniques complexes et des interactions entre des matériaux, des fluides et des bactéries agressives.

### Unités opérationnelles
- Technetics Group Columbia fabrique des joints métalliques pour les secteurs de l’aérospatiale et du nucléaire, et était connu auparavant sous le nom de Garlock Helicoflex[3].
- Technetics Group DeLand a été acheté par EnPro Industries en 2009, et fabrique des joints abradables, des matériaux acoustiques, des joints brosses et des disques de rupture[4].
- Technetics PTFE & Polymer Solutions fabrique des joints et des composants en polytétrafluoroéthylène (PTFE) et était auparavant connu sous le nom de Plastomer Technologies[5].
- Technetics Group Daytona, auparavant connu sous le nom de Tara Technologies et acquis en 2011, fabrique des soufflets métalliques à bords soudés, des joints à face carbone et des joints hydrodynamiques[6].
- Technetics Group Singapore, auparavant connu sous le nom de Tara Technologies et acquis en 2011, fabrique des soufflets métalliques à bords soudés[6].
- Technetics Group France fabrique des joints métalliques, des joints en graphite, des joints gonflables, des joints spiralés, des garnitures mécaniques, des joints brosses, et des systèmes de serrage rapide, et était autrefois connu sous le nom de Garlock France[3].
- Technetics Group Leicester, connu sous le nom de Wide Range Elastomers et acheté en 2009, fabrique des joints et des profilés élastomères pour les secteurs de l’aérospatiale, du médical et du pharmaceutique[7].